# Catalina Denis
Pour les articles homonymes, voir Denis.
Catalina Denis, née le 8 avril 1985 à Bucaramanga (Colombie), est une actrice colombienne.

## Biographie

### Carrière d'actrice
Sa carrière d'actrice débute par une grosse production avec le film Taxi 4. C'est en 2008, qu'elle obtient le premier rôle féminin aux côtés de Roschdy Zem dans Go fast de Olivier Van Hoofstadt. C'est ce rôle complexe d'agent double qui la révèle au public. Viendront ensuite le tournage du Mac puis de Coursier. En 2011, elle partage l'affiche avec Tomer Sisley et Joey Starr dans Nuit Blanche.
En 2013, elle tourne aux États-Unis le film Brick Mansions de Camille Delamarre, où elle tient le premier rôle féminin aux côtés de Paul Walker. À la rentrée 2013, elle interprète l’infirmière de l’école dans la série Pep's, qui connaît un succès d'audience. L'année suivante, elle est à l'affiche de la série de Canal+, Tunnel (série télévisée), réalisée par Dominik Moll.
En juin 2014, elle est Rosario Ames dans la série The Assets produite par ABC. Elle interprète la femme d'Aldrich Ames, un agent double pour le compte du KGB puis du Service des renseignements extérieurs de la fédération de Russie, dans cette série d'espionnage sur fond de guerre froide.
En 2014, elle participe au tournage de la série The Whispers produite par ABC et Steven Spielberg entre autres. Aux côtés de Lily Rabe, Barry Sloane et Milo Ventimiglia, elle interprète le Dr. Maria Benavidez.

### Carrière dans le yoga
Le yoga fait partie de la vie de Catalina Denis depuis qu'elle est toute petite. En effet, son grand-père, qui pratiquait la médecine ayurvédique, le yoga et la méditation, lui faisait découvrir les plantes, la respiration et le silence. À la suite d'un accident de voiture à l'âge de 16 ans, qui lui a pratiquement broyé la cheville, elle estime que c'est le yoga qui a sauvé son pied qu'elle peut de nouveau poser à plat par terre et dont la cheville a retrouvé sa souplesse.
En 2017, elle décide d'ouvrir à Paris son propre studio de yoga, baptisé Kshanti qui signifie « patience » en sanskrit. Situé dans le quartier Saint-Germain-des-Prés, il est construit dans une ancienne église baptiste. En 2019, Catalina Denis sort un livre intitulé Le Yoga, mon rituel de vie.

## Filmographie
- 2007 : Taxi 4 : la fille de la Smart
- 2008 : Go fast : Gladys
- 2010 : Le Mac : Luna
- 2010 : Coursier : Louise
- 2011 : Nuit blanche :  Julia
- 2013 à 2015 : Pep's : infirmière Audrey Joly
- 2013 : Tunnel de Dominik Moll : Veronica Moreno
- 2014 : Brick Mansions  de Camille Delamarre : Lola  (film USA)
- 2014 : The Assets : Rosario Ames (actrice récurrente, série télévisée USA)
- 2015 : The Whispers[1] de Soo Hugh : Dr Maria Benavidez (casting principal, série télévisée USA)
- 2016 : Joséphine, ange gardien : Jessica (saison 17 épisode 2)
- 2016 : L'Araignée Rouge de Franck Florino
- 2022 : Un si grand soleil : Pilar Otero
- 2022 : Tropiques criminels (saison 3, épisode 2) : Gabriella Barnarbé
- 2025 : Marsupilami de Philippe Lacheau

## Voix françaises
- Anne Tilloy dans : The Whispers[5] (série télévisée)
- Elle-même dans :
  - Brick Mansions
  - Tunnel